# توفتير
توفتير (بالإنجليزية: Toftir)‏ قرية تقع في بلدية نيس في جزيرة إيستوروي في شرق جزر فارو . يبلغ عدد سكان القرية 823 حسب إحصاء سنة 2009 .

## أعلام
- يوان سيمون إدموندسون